# Luisa Max-Ehrlerová

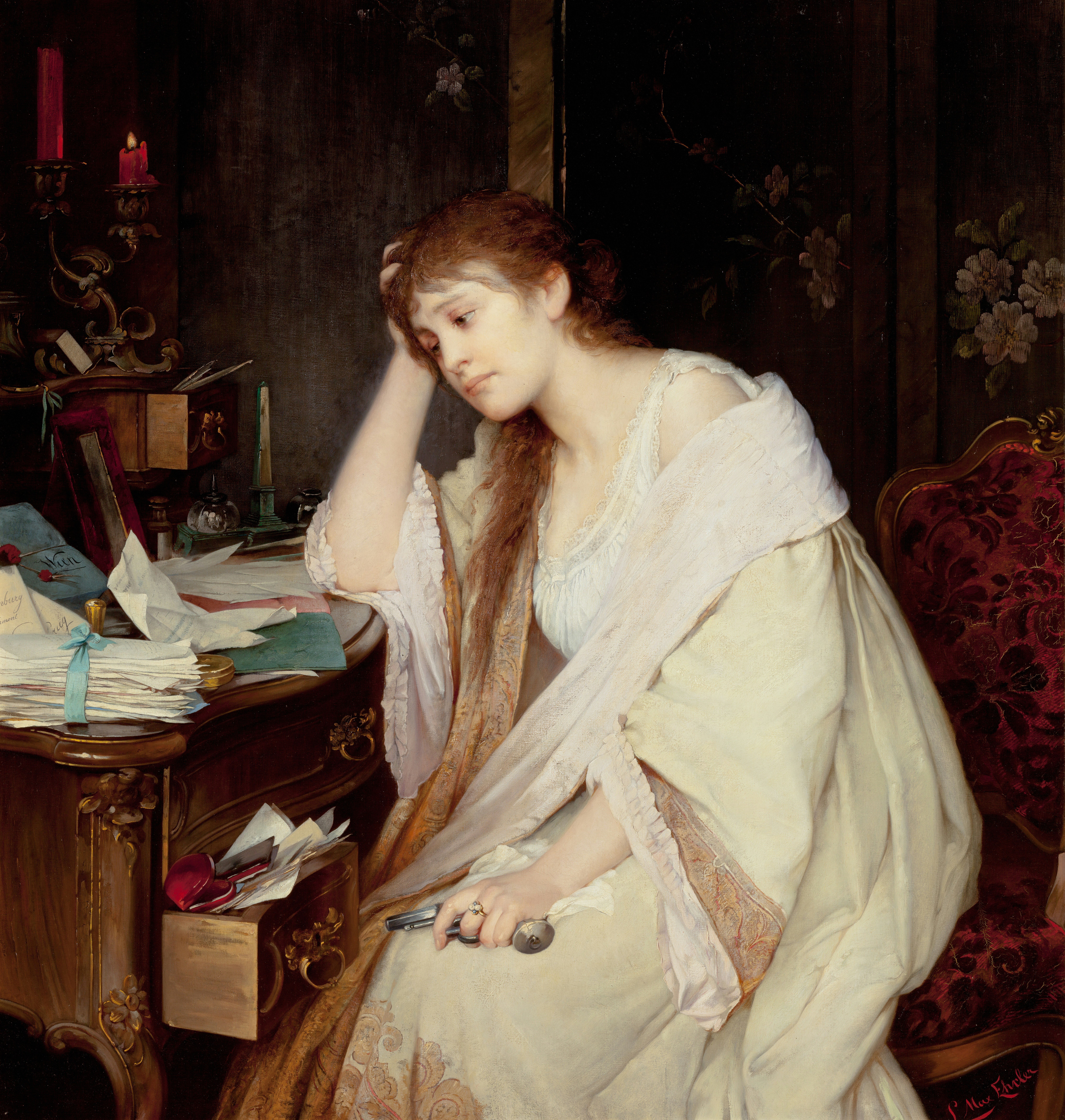
Luisa Max-Ehrlerová, 1894: Telegram (Národní galerie Praha)

Luisa Max–Ehrlerová, nepřechýleně Luise Max–Ehrler (10. srpna 1850 Florencie – 24. července 1920 Aigen, dnes Salcburk) byla německá malířka, manželka českoněmeckého malíře Jindřicha Maxe.

## Život
Luisa Max–Ehrlerová byla dcera podplukovníka (Oberstleutnant) Franze Ehrlera von Erlenburg (1816–1876) a jeho manželky Terezie, rozené Aumüllerové. Luisa Ehrlerová měla mladšího bratra Quida. Od roku 1864 pobývala rodina penzionovaného Franze Ehrlera v Praze. Zde započala svá umělecká studia u Emia Johanna Lauffera.
Dne 27. prosince 1877 se v Praze provdala za malíře Jindřicha Maxe. Po smrti dalšího jejího učitele malby Hanse Makarta (1840–1884) přesídlili manželé nastálo do Mnichova, kde žili až do smrti Jindřicha Maxe. V Mnichově studovala u Josepha Flüggena (1842–1906).
Po smrti manžela žila ve své vile v Aigenu u Salcburku, kde také zemřela.

## Dílo
Její dílo bylo ovlivněno historickými malbami Hanse Mackarta. Dále ji ovlivnil její manžel Jindřich a švagr Gabriel.
Český tisk věnoval v 80. a 90. letech 19. století Luise Max–Ehrlerové častou pozornost, i po jejím přesídlení do Mnichova. Např. Zlatá Praha zveřejnila reprodukce jejich obrazů. Pravidelně také obesílala svými obrazy každoroční výstavy Krasoumné jednoty. Po roce 1900 již ale zmínky o umělkyni a jejích pracích z českého tisku mizí.
Obraz Telegram, který zakoupila Krasoumná jednota v roce 1895, vlastní Národní galerie Praha.

## Galerie

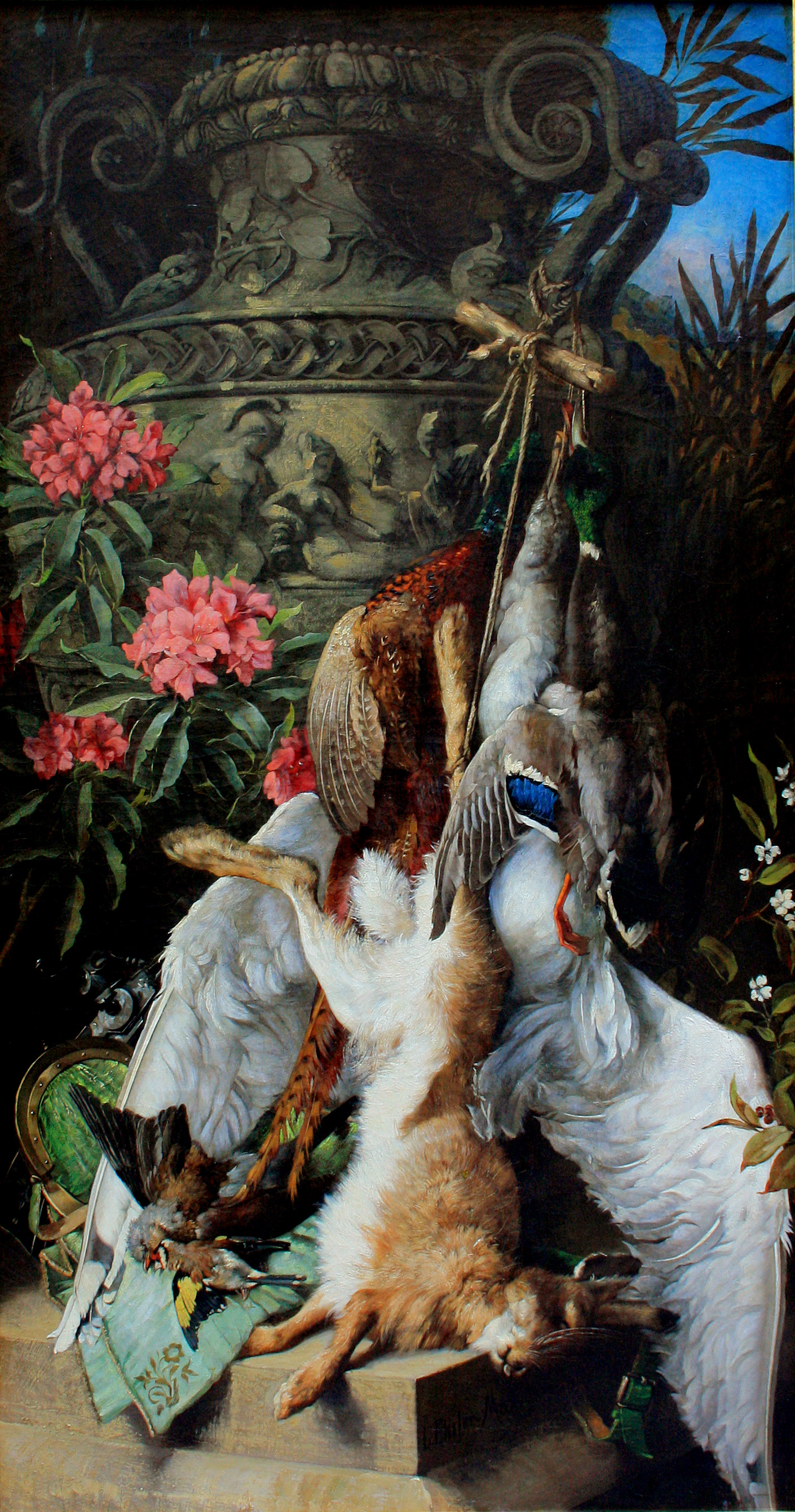
Lovecké zátiší
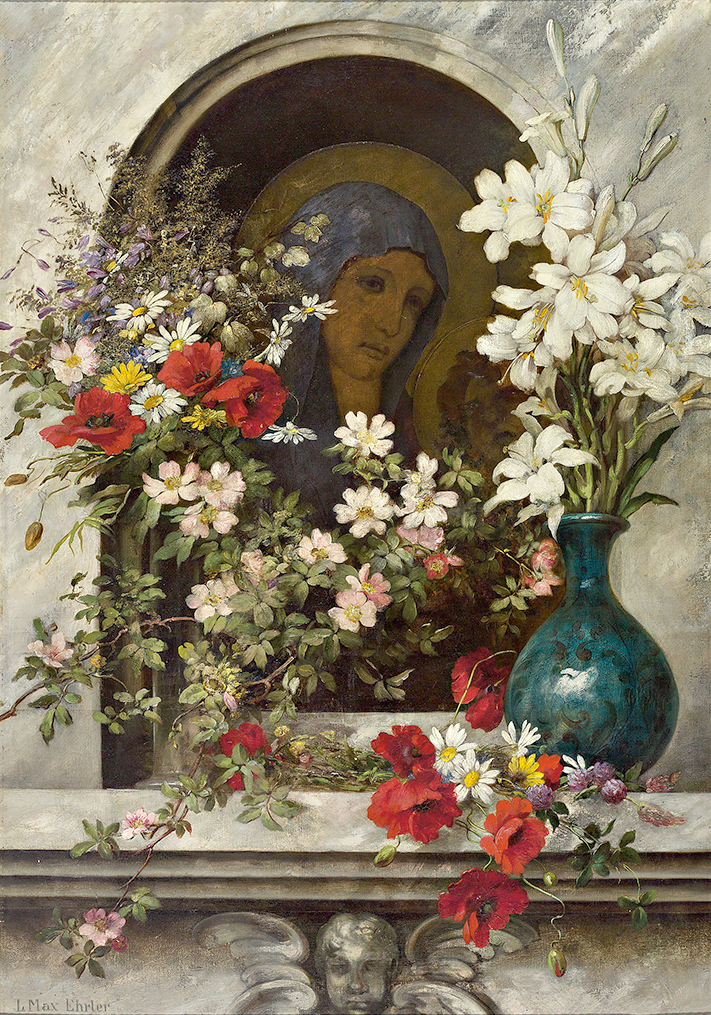
Zátiší s květinami (Blumenstillleben)
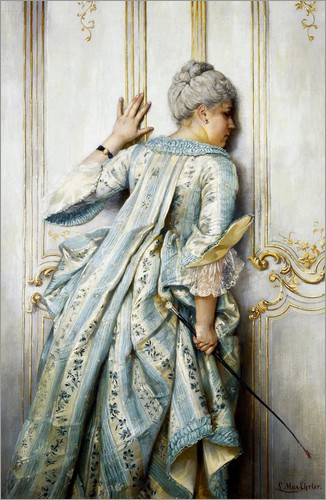
Odposlouchávání (Heimlich lauschen)
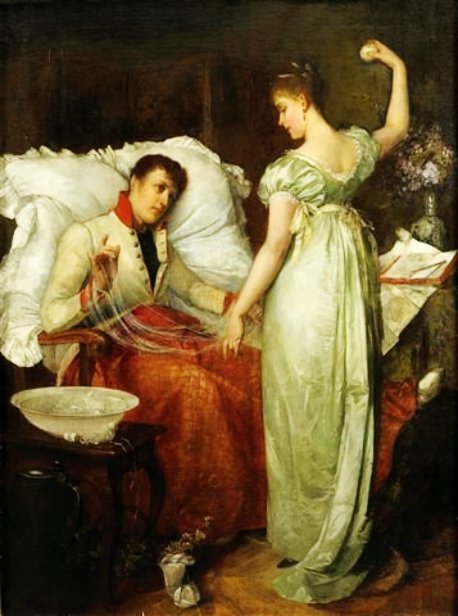
Orlíkův odpočinek (Le repos de l'Aiglon)
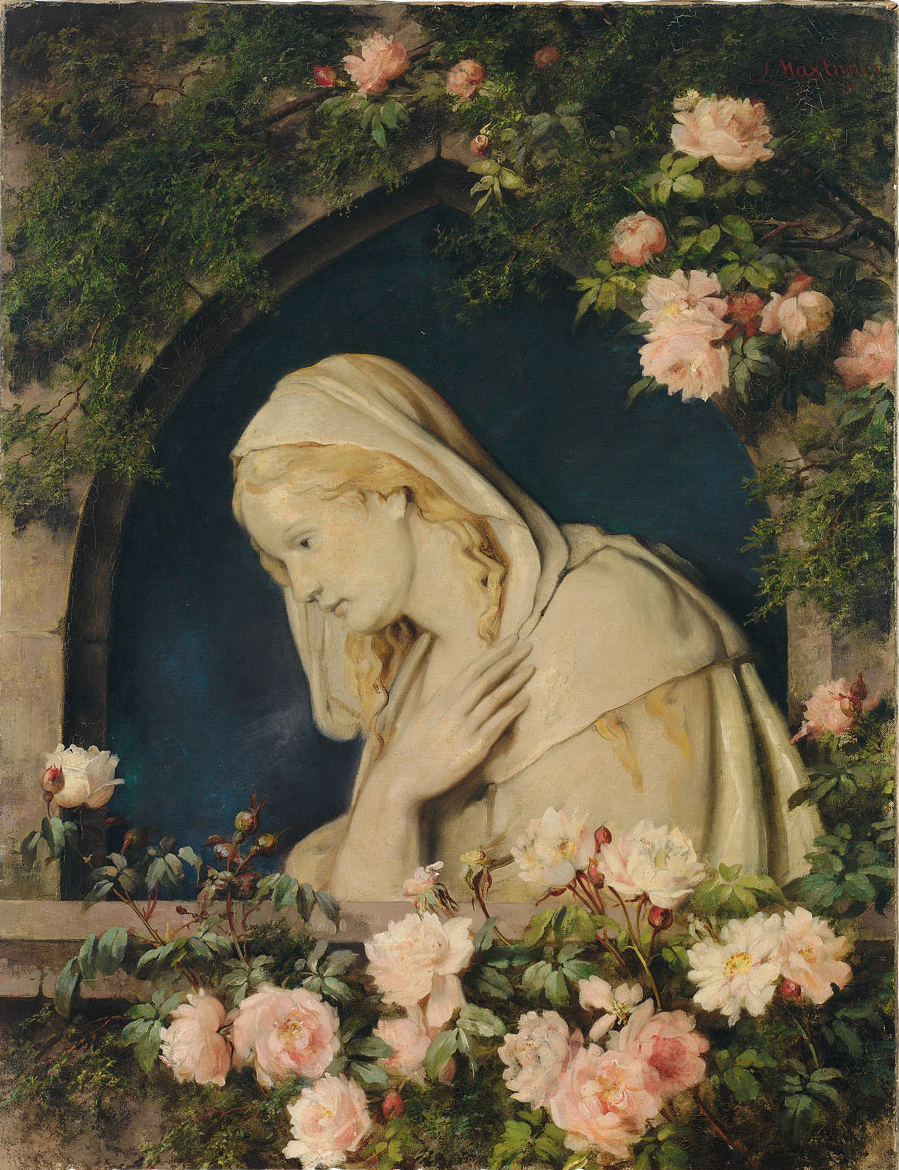
Madona pod lomeným obloukem (Madonna unter Spitzbögen)
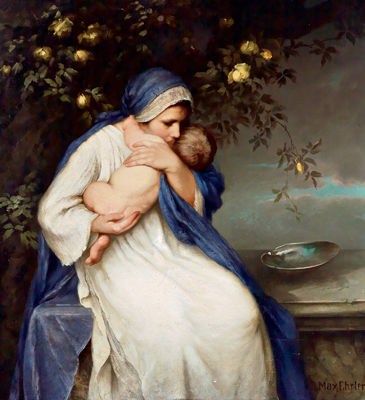
Matka s dítětem (Mutter mit Kind)
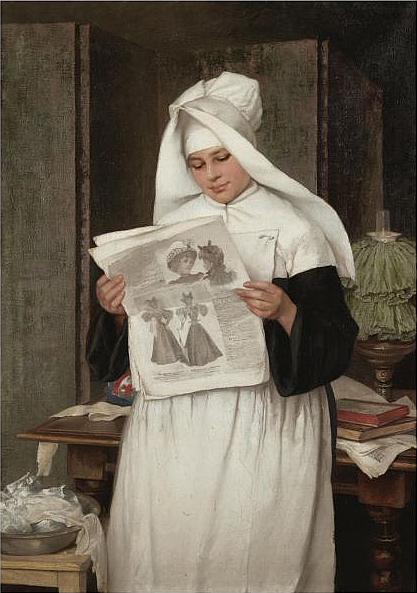
Nejnovější zprávy (Neueste Nachrichten)
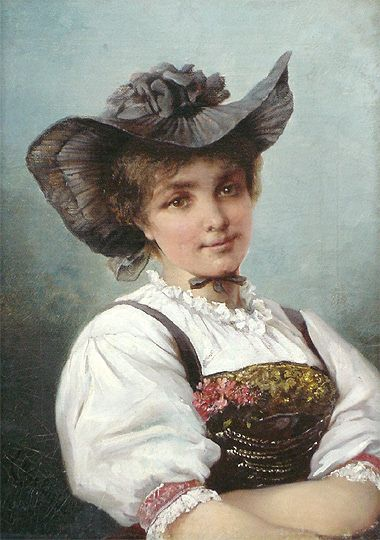
Portrét v kroji (Trachtenporträt)